# 여자 스쿼시 협회
여자 스쿼시 협회(Women's Squash Association)는 세계 여자 프로 스쿼시 서킷을 주관하는 국제 스포츠 단체이다. 본부는 영국 런던에 위치하고 있다. 이 협회는 테니스 종목의 여자 테니스 협회와 유사한 방식으로 운영된다. 매년 진행되는 WSA 월드 투어는 전 세계 100개 이상의 대회로 구성되어 있다. 세계적으로 250명 이상의 선수들이 등록되어 있으며, 대회 결과에 따라 매달 랭킹이 갱신된다.

## 같이 보기
- 프로 스쿼시 협회
- 세계 스쿼시 연맹